# Impacto ambiental de la agricultura
El impacto ambiental de la agricultura es el efecto que las diferentes prácticas agrícolas tienen sobre el medio ambiente. El impacto ambiental de la agricultura varía de acuerdo a los métodos, técnicas y tecnologías utilizadas, y la escala de la producción agrícola. La agricultura en general impacta sobre el suelo, el agua, el aire, la biodiversidad, las personas, las plantas y su diversidad genética, la calidad de la comida y los hábitats.
La agricultura contribuye al incremento de gases de efecto invernadero por la liberación de CO2 relacionado con la deforestación, la liberación de metano del cultivo de arroz, la fermentación entérica en el ganado y la liberación de óxido nitroso de la aplicación de fertilizantes. Todos estos procesos juntos componen el 54% de emisiones de metano, aproximadamente el 80% de emisiones de óxido nitroso, y casi todas las emisiones de dióxido de carbono relacionados con el uso de tierras. La agricultura industrial es la principal contribuyente de metano y óxido nitroso a la atmósfera terrestre. Además, la agricultura industrial impacta en el ambiente debido al uso intensivo de agroquímicos o plaguicidas, la contaminación del agua y la aparición de zonas muertas, la degradación del suelo, la producción de desechos y la contaminación genética.
El sector agropecuario es uno de los principales emisores de gases de efecto invernadero, que junto con los efectos del cambio de uso de las tierras y la quema de combustibles fósiles, están entre las principales causas del calentamiento global. Además de ser un importante usuario de tierras y consumidor de combustibles fósiles, la agricultura y la ganadería contribuyen directamente a las emisiones de gases de efecto invernadero por medio de las técnicas empleadas para el cultivo de granos y monocultivos, y la cría de ganado. El sistema agroalimentario global actual es responsable de cerca de la mitad (entre 44 % y 57 %) de todas las emisiones de gases con efecto de invernadero producidas por actividades humanas. Esta cifra se compone de la contribución de las emisiones agrícolas —las emisiones producidas en los campos de cultivo— de entre el 11 y el 15 %; un 15-18 % producidas por el cambio en el uso del suelo y la deforestación ocasionada por la agricultura; entre un 15 y 20 % de emisiones proveniente del procesamiento y el empacado de los productos agrícolas y entre un 3.5 y 4.5 % proveniente de los desechos.
La agricultura conlleva un gran consumo de agua (aproximadamente 2/3 del total) y tierra, lo cual desplaza a otras especies en el proceso. Los fertilizantes, plaguicidas y el estiércol empleados en la agricultura son una de las principales causas de contaminación del agua dulce. La sobrecarga de fertilizantes procedentes de los cultivos que llegan a los lagos, embalses y estanques a través de las aguas subterráneas o cursos de agua, provoca una explosión de algas que reducen el nivel de oxígeno en el agua y suprimen así a otras plantas y animales acuáticos, generando zonas muertas. Los plaguicidas matan hierbas e insectos y con ellos las especies que sirven de alimento a aves y otros animales. Los insecticidas, herbicidas y fungicidas contaminan el agua dulce y el aire con compuestos químicos que afectan al ser humano y a muchas formas de vida silvestre.

## Indicadores del impacto ambiental
Se pueden distinguir dos indicadores del impacto ambiental: el basado en los medios analiza los métodos de producción empleados en la práctica agrícola, mientras que el basado en los efectos analiza el impacto de los métodos sobre el sistema agrícola y el medio ambiente. Un ejemplo de un indicador basado en los medios sería la calidad del agua subterránea, que se ve afectada por la cantidad de nitrógeno aplicado al suelo. Un indicador de este tipo también podría analizar los pesticidas y los métodos de fertilización que usan los agricultores. Un indicador que refleje la pérdida de nitrato en las aguas subterráneas estaría basado en los efectos. Cuánto CO2 se está emitiendo o cuál es el contenido de nitrógeno del suelo es otro ejemplo de este tipo de indicadores.

## Usos de la tierra
El impacto ambiental de la agricultura depende de la ubicación de los cultivos, la disponibilidad de agua de riego, los métodos de labranza utilizados, la aplicación de productos agroquímicos y fertilizantes. En las tierras bajas que dependen del riego, las preocupaciones principales son los efectos de los agroquímicos y el riego. En las tierras altas, es más probable encontrar problemas de erosión, pérdida de la fertilidad del suelo, uso inadecuado de la tierra y manejo incorrecto de las cuencas hidrográficas.

## Impactos ambientales negativos

### Emisión de gases de efecto invernadero
El sector agropecuario es uno de los principales emisores de gases de efecto invernadero. Además de ser un importante usuario de tierras y consumidor de combustibles fósiles, la agricultura y la ganadería contribuyen directamente a las emisiones de gases de efecto invernadero por medio de técnicas en el cultivo como la producción de arroz y la cría de ganado. De acuerdo con el Panel Intergubernamental del Cambio Climático, los combustibles fósiles, el uso de tierras y la agricultura son las tres causas principales del incremento de los gases de efecto invernadero desde hace 250 años. El IPCC estimó que en 2005 la agricultura representó entre el 10-12% de emisiones de gases invernadero a nivel global.
El cambio climático y la agricultura intensiva son procesos interrelacionados, que tienen lugar a escala mundial. Está demostrado que la agricultura produce efectos significativos sobre el cambio climático, principalmente a través de la producción y liberación de gases de efecto invernadero como el dióxido de carbono, el metano y el óxido nitroso. Además, la agricultura que practica la labranza, la fertilización y la aplicación de pesticidas también libera amoníaco, nitrato, fósforo y muchos otros pesticidas que afectan la calidad del aire, el agua y el suelo, así como la biodiversidad. La agricultura también altera la cubierta terrestre de la Tierra, lo que puede cambiar su capacidad de absorber o reflejar el calor y la luz, lo que contribuye al forzamiento radiativo. El cambio en el uso de la tierra, como la deforestación y la desertificación, junto con el uso de combustibles fósiles, son las principales fuentes antropogénicas de dióxido de carbono.
La mayoría de las emisiones de metano resultan del uso de ganado, en particular de rumiantes como el ganado vacuno y los cerdos. Otro ganado como aves de corral y peces tienen un impacto mucho menor. Se están desarrollando algunas soluciones para contrarrestar las emisiones de rumiantes. Las estrategias incluyen el uso de biogás del estiércol, selección genética, inmunización, difamación ruminal, competencia de arqueas metanogénicas con acetógenos, introducción de bacterias metanotróficas en el rumen, modificación de la dieta y manejo de pastoreo, entre otros. Ciertos cambios en la dieta (como la introducción de Asparagopsis taxiformis en la dieta de los rumiantes) permiten una reducción de hasta el 99% en las emisiones de gases de efecto invernadero. Debido a estos impactos negativos, pero también por razones de eficiencia agrícola (ver Alimentos vs. Pienso), una proyección menciona una gran disminución del ganado al menos algunos animales (es decir, ganado) en ciertos países para 2030.
A su vez, el calentamiento global tiene un impacto significativo en las condiciones que afectan a la agricultura, incluida la temperatura, la precipitación y la escorrentía glacial. Estas condiciones determinan la capacidad de carga de la biosfera para producir suficientes alimentos para la población humana y los animales domesticados. El aumento de los niveles de dióxido de carbono también tiene efectos en los rendimientos de los cultivos. La evaluación de los efectos de los cambios climáticos globales en la agricultura podría ayudar a anticipar y adaptar adecuadamente la agricultura para maximizar la producción agrícola. Aunque el impacto neto del cambio climático en la producción agrícola es incierto, es probable que cambie las zonas de cultivo adecuadas para cultivos individuales. El ajuste a este cambio geográfico implicará costos económicos e impactos sociales considerables.

### Deforestación
La deforestación o desforestación es un proceso provocado por la acción de los humanos, en el que se destruye o agota la superficie forestal, generalmente con el objetivo de destinar el suelo a otra actividad. En la actualidad, está directamente relacionada con las actividades industriales, como la tala y quema para la expansión de la frontera agrícola para dar lugar a la agricultura intensiva y la ganadería. La expansión de las áreas urbanas y las actividades mineras también impulsan la deforestación. La construcción de carreteras y vías de acceso a bosques cada vez más remotos mediante la tala furtiva contribuye a la deforestación. En menor medida, la agricultura de subsistencia también está involucrada en actividades de deforestación. Según el investigador británico Norman Myers, el 5 % de la deforestación se debe a cría de ganado, el 19 % a la tala excesiva, el 22 % a las plantaciones de árboles (sobre todo al aceite de palma) y el 54 % a la agricultura de tala y quema.
La deforestación tiene un impacto directo en el cambio climático y calentamiento global actuales. Se estima que la deforestación y otras prácticas agrícolas contribuyeron en las décadas pasadas alrededor del 20 % de las emisiones de dióxido de carbono a nivel global. La deforestación destruye la calidad de los suelos, contribuyendo a la erosión de los suelos y la desertificación, aumentando la liberación de polvo mineral y contribuyendo así a las tormentas de arena. Los ecosistemas forestales actúan como sumideros de carbono y desempeñan un papel crucial en la absorción de gases de efecto invernadero, por lo que la deforestación tiene un impacto adverso en la fijación de dióxido de carbono (CO2).
Más del 70 % de los animales y plantas viven en áreas forestales, por lo que la deforestación tiene un impacto dramático en la pérdida del hábitat de millones de especies, extinción de especies, la disminución de poblaciones de insectos, la pérdida de biomasa global y de biodiversidad. La deforestación afecta el albedo de la tierra, produciendo cambios en las temperaturas globales, los vientos y las precipitaciones. Los árboles también contribuyen con el ciclo hidrológico devolviendo el vapor de agua a la atmósfera. La eliminación de los árboles también causa fluctuaciones extremas de temperatura.
La deforestación ocasiona el desplazamiento de poblaciones indígenas y comunidades rurales, y aumenta la expansión y las variedades de enfermedades infecciosas transmitidas a los humanos por animales que pierden su hábitat.
Desde 1750, los cambios más grandes en la superficie del planeta se han producido por la deforestación en climas templados: cuando los bosques y selvas se reducen para dejar espacio al pasto, el albedo de la región afectada se incrementa, lo cual podría producir calentamiento o enfriamiento, dependiendo de las condiciones locales. La deforestación también afecta a la absorción del carbono, lo cual puede producir concentraciones elevadas de CO2, el componente principal de los gases de efecto invernadero. Ciertos modos de limpieza de tierras como el corte y quema empeoran estos efectos al quemar biomasa, que libera directamente gases de efecto invernadero y partículas como el hollín en el aire.
Los bosques todavía cubren alrededor del 31 % de las regiones del mundo. Hace 10.000 años, antes de la expansión de la agricultura, la cobertura forestal en el planeta era de cerca del 50 %. La mayor parte de esa pérdida de superficie forestal se ha dado en este último siglo. Brasil, Indonesia, Myanmar, Nigeria y Tanzania son los cinco países que tuvieron el porcentaje más elevado de deforestación en el período 2010-2015. El Objetivo de Desarrollo Sostenible número 15 llama a detener la deforestación para 2020.

### Plaguicidas
El impacto ambiental de los plaguicidas consiste en los efectos de los pesticidas en las especies no objetivo y en la contaminación de ecosistemas. Los pesticidas son preparaciones químicas que se usan para matar las plagas de hongos o animales. Más del 98% de los insecticidas rociados y el 95% de los herbicidas llegan a un destino que no es su especie objetivo, porque se rocían o se extienden por campos agrícolas enteros. La escorrentía puede transportar pesticidas a los ambientes acuáticos, mientras que el viento puede llevarlos a otros campos, áreas de pastoreo, asentamientos humanos y áreas no desarrolladas, lo que podría afectar a otras especies. Otros problemas surgen de las malas prácticas de producción, transporte y almacenamiento. Con el tiempo, la aplicación repetida aumenta la resistencia a las plagas, mientras que sus efectos sobre otras especies pueden facilitar el resurgimiento de la plaga.
Los datos sobre el uso de pesticidas permanecen dispersos o no disponibles públicamente. La práctica común de registro de incidentes es inadecuada para comprender la totalidad de los efectos.

### Erosión del suelo
La erosión del suelo es el desplazamiento de la capa superior de este, una forma de degradación del suelo. Un bajo nivel de erosión del suelo es un proceso natural en toda la tierra, pero las prácticas y el mal uso de máquinas agrícolas pueden intensificar el proceso de erosión.
Los principales agentes de la erosión del suelo son el agua y el viento. Combinados, la erosión hídrica y eólica son responsables de aproximadamente el 84% de la extensión global de tierras degradada, lo que hace que la erosión excesiva sea uno de los problemas ambientales más importantes en todo el mundo.
La erosión del suelo puede ser un proceso lento que continúa relativamente desapercibido, o puede ocurrir a un ritmo alarmante, causando una grave pérdida de la capa superior del suelo. La pérdida de suelo de las tierras de cultivo se puede ver reflejada en la reducción del potencial de producción de cultivos, la menor calidad del agua superficial y las redes de drenaje dañadas. La agricultura intensiva, la deforestación, las carreteras, el cambio climático antropogénico y la expansión urbana se encuentran entre las actividades humanas más importantes en cuanto a su efecto sobre la estimulación de la erosión. Sin embargo, existen muchas prácticas que pueden prevenir, reducir o limitar la erosión de los suelos vulnerables.
El IPCC estima con cierto nivel de confianza que la pérdida del suelo en los campos agrícolas es de 10 a 20 veces mayor que el proceso de formación del suelo en los métodos que utilizan la siembra directa, y más de 100 veces en el caso de la siembra convencional o tradicional. El proceso de labranza de la tierra tiene un impacto directo sobre el proceso de erosión. La exportación de granos y ganado genera pérdidas de nutrientes en el suelo, que los agricultores tratan de resolver mediante la aplicación de fertilizantes, causando otros problemas.

### Residuos plásticos
La plasticultura es el uso de un acolchado plástico para los cultivos. Los agricultores usan láminas de plástico para cubrir el 50-70% del suelo y utilizan sistemas de riego por goteo para tener un mejor control sobre los nutrientes y la humedad del suelo. No se requiere lluvia en este sistema, y las granjas que usan plasticultura están construidas para fomentar una escorrentía más rápida. La plasticultura permite que los pesticidas sean transportados más fácilmente en la escorrentía superficial hacia humedales o arroyos de marea. La escorrentía de pesticidas y productos químicos en el plástico puede causar serias deformaciones y la muerte de los peces a medida que la escorrentía transporta los productos químicos hacia los océanos.
Además del aumento de la escorrentía que resulta de la plasticultura, también existe el problema del aumento de la cantidad de desechos del acolchado plástico. El uso del acolchado plástico para vegetales, fresas y otros cultivos de hileras y huertos supera los 110 millones de libras anuales en los Estados Unidos. La mayoría del plástico termina en la basura, aunque existen otras opciones de eliminación, como colocar mantillos en el suelo, enterrarlos o almacenarlos en el sitio, reutilizarlos, reciclarlos y/o incinerarlos. Las opciones de incineración y reciclaje son complicadas por la variedad de los tipos de plásticos que se utilizan y por la dispersión geográfica de los plásticos. Los plásticos también contienen estabilizantes y colorantes, así como metales pesados, lo que limita la cantidad de productos que pueden reciclarse. Continuamente se realizan investigaciones sobre la creación de acolchados biodegradables o fotodegradables, a lo que se suma la cantidad de tiempo que tardan los productos biodegradables en descomponerse.

### Desertificación
La desertificación es un proceso de degradación ecológica en el que el suelo fértil y productivo pierde total o parcialmente el potencial de producción.
Las causas de la desertificación son la deforestación y destrucción de la cubierta vegetal, la subsiguiente erosión de los suelos, la sobreexplotación de acuíferos, la sobreirrigación y consecuente salinización de las tierras o la falta de agua. Con frecuencia el ser humano favorece e incrementa este proceso como consecuencia de actividades como el cultivo y el pastoreo excesivos o la deforestación.
El cambio climático también puede ser una causa de la desertificación mediante la reducción o las alteraciones en los patrones de las precipitaciones, lo cual provoca un mayor estrés hídrico y largos periodos de sequía en distintas zonas de África, Europa y Asia. Esta escasez de lluvias tendría también efecto directo en los cultivos de secano provocando una reducción de producción de los mismos. Estos aumentos de temperatura y la reducción de las cantidades de lluvia provocarán la desaparición de gran parte de los bosque de América Latina.

### Riego
El riego y la utilización de agua dulce para cultivos tiene varios impactos ambientales, incluyendo el agotamiento de los acuíferos mediante la sobreexplotación. El suelo puede ser irrigado en exceso debido a la mala uniformidad de distribución. La pobre gestión de aguas, aguas residuales y químicos puede conducir a la contaminación del agua. El riego excesivo puede causar un drenaje profundo del aumento de las capas freáticas que puede conducir a problemas de salinidad, que requieren un control de agua por alguna forma de drenaje subterráneo. Sin embargo, si el suelo recibe poco riego, proporciona un control deficiente de la salinidad del suelo y se produce la acumulación de sales tóxicas en la superficie del suelo en áreas con alta evaporación. El riego con agua salina o alta en sodio puede dañar la estructura del suelo debido a la formación de suelo alcalino.

### Desperdicio alimenticio
El desperdicio o la pérdida de alimentos son alimentos que no se comen. Las causas del desperdicio o pérdida de alimentos son numerosas y ocurren en todo el sistema alimentario, durante la producción, procesamiento, distribución, venta al por menor y consumo. La pérdida y el desperdicio mundial de alimentos ocasiona que se pierdan entre un tercio y la mitad de todos los alimentos producidos a nivel global. En los países de bajos ingresos, la mayor parte de las pérdidas se producen durante la producción, mientras que en los países desarrollados gran parte de los alimentos  (unos 100 kilogramos (220,5 lb) por persona por año) se desperdicia en la etapa de consumo. El desperdicio de alimentos es una parte importante del impacto ambiental de la agricultura. La Organización de las Naciones Unidas para la Agricultura y la Alimentación estimó en 2014 que el desperdicio de alimentos que se pierde causa un costo económico, ambiental y social global de $ 2.6 billones al año y es responsable del 8 por ciento de las emisiones globales de gases de efecto invernadero. Además, los residuos de alimentos que no se manipulan o recuperan adecuadamente mediante técnicas como el compostaje, pueden tener muchas consecuencias ambientales negativas. Por ejemplo, el gas de vertedero procedente de la digestión anaeróbica de materia orgánica es una fuente importante de metano, un gas de efecto invernadero, y el fósforo no recuperado en los desechos alimentarios conduce a una mayor extracción de fosfato. Además, reducir el desperdicio de alimentos en todas las partes del sistema alimentario es una parte importante de la reducción del impacto ambiental de la agricultura, al reducir la cantidad total de agua, tierra y otros recursos necesarios para alimentar a la comunidad mundial.

## Impactos sociales de la agricultura

### Desplazamientos y migración forzada
La expansión de la frontera agrícola trae asociado el desplazamiento forzado de comunidades rurales e indígenas. En Argentina, las comunidades indígenas wichís del Chaco se han visto particularmente afectadas por la deforestación de la selva chaqueña.
Los problemas ambientales causados por la agricultura, como la desertificación y erosión del suelo, ocasionan que las comunidades rurales ya no puedan obtener su sustento de la agricultura y deban desplazarse. La FAO estima que alrededor de 1.500 millones de personas se ven afectadas por la desertificación y degradación de los suelos. El reporte del IPCC sobre cambio climático y agricultura estipula que el clima extremo puede llevar a mayores desplazamientos, interrupción en el suministro de alimentos y amenazas para la vida y la seguridad alimentaria.

### Efectos de los plaguicidas en la salud humana
Los efectos de los plaguicidas en la salud humana pueden ser agudos o retrasados en aquellos que están expuestos.
La aplicación de plaguicidas y fertilizantes impacta sobre la salud humana, existiendo relaciones directas entre varios tipos de cáncer, problemas en la piel, problemas neurológicos, trastornos en el desarrollo neurológico, defectos congénitos y muerte fetal. En particular, los trabajadores rurales que deben aplicar los productos agroquímicos son quienes sufren el mayor riesgo y se ven afectados por el contacto directo, llegando a sufrir daños genéticos. La situación es particularmente grave para quienes trabajan en cultivos intensivos en el Tercer Mundo. La OMS también advierte que quienes se encuentran en áreas cercanas a la aplicación también se encuentran en una situación de mayor riesgo de exposición.
Una revisión sistemática de la literatura científica encontró en 2007 que «la mayoría de los estudios sobre el linfoma y la leucemia no Hodgkin mostraron asociaciones positivas con la exposición a pesticidas» y por lo tanto concluyó que el uso de pesticidas se debería reducir.

## Impactos ambientales de actividades agrícolas específicas

### Ganadería
La ganadería es una de las actividades humanas con mayor impacto ambiental, dado que representa la primera causa de desforestación y contribuye de forma decisiva a la pérdida de biodiversidad, el cambio climático, la contaminación y eutrofización de las masas de agua y a la degradación del suelo. En determinados contextos locales podría tener no obstante un impacto positivo limitado.
Mundialmente, la ganadería ocupa el 70% de todas las tierras usadas en agricultura, que representan el 30% de la tierra libre de hielo de la Tierra. El 18% de gases de invernadero antropogénicos se podrían deber a las emisiones de la ganadería y actividades relacionadas, tales como la deforestación para establecer zonas de pasto, la erosión del suelo o el sobrepastoreo y el incremento de prácticas intensivas de consumo de combustibles. Las atribuciones específicas del sector ganadero incluye: 9% de las emisiones globales de CO2, 35-40% de las emisiones globales de metano (principalmente debido a fermentaciones entéricas y al estiércol) y 64% de las emisiones globales de óxido nitroso, principalmente debido al uso de fertilizante. Los caminos de acceso también facilitan la destrucción del hábitat y su conversión para formar potreros. Este problema es especialmente grave en las fincas de ganado que se implementan en el bosque húmedo tropical de América Latina, como la cuenca del Amazonas, y no es sostenible a corto plazo.
Otro problema es la desertización. Las fincas de ganado que se establecen en terrenos de pasto naturales, normalmente requieren un control constante de su capacidad para prevenir el pastoreo excesivo durante los años secos. El ganado doméstico inevitablemente debe tomar agua todos los días; por eso es difícil evitar el pastoreo excesivo alrededor de las fuentes de agua. Entonces, el potencial de la utilización del ganado salvaje debe ser estudiado durante la preparación del proyecto, porque no requiere agua todos los días, no sufre picadura de la mosca tsetsé, ni de los insectos, como sucede con el ganado bovino; en consecuencia, no existe ninguna necesidad de insecticida; comen una variedad más amplia de vegetación y también mordisquean, por eso pueden dar más productos, a mediano y largo plazo, que el ganado bovino.

### Aceite de palma
El cultivo de palma para obtener aceite ha sido criticado por su impacto medioambiental, que incluye deforestación, pérdida de hábitats naturales de especies en peligro, como comunidades de pájaros nativos, especies como el orangután y el tigre de Sumatra. También contribuye a la emisión de gases de efecto invernadero. Muchas plantaciones de palma se sitúan en turberas, y deforestar el terreno para el cultivo contribuye al aumento de emisiones de gases de invernadero.
Se han realizado importantes esfuerzos por convertir en sostenible el cultivo de la palma por varias organizaciones, tales como la "Roundtable on Sustainable Palm Oil", un grupo industrial, y el gobierno malayo, que se ha comprometido a mantener el 50 % de su superficie como bosque. Según una investigación del "Tropical Peat Research Laboratory", un grupo dedicado al estudio del cultivo de palma, las plantaciones de palma actúan como sumideros de carbono, convirtiendo el dióxido de carbono en oxígeno y, de acuerdo con la "Segundo Comunicado Nacional" de Malasia a la "Convención Marco de las Naciones Unidas sobre el Cambio Climático", las plantaciones contribuyen al estatus de Malasia como un sumidero neto de carbono.
Grupos medioambientales, tales como Greenpeace y Amigos de la Tierra, se oponen al uso de aceite de palma como biofuel, asegurando que la deforestación causada por las plantaciones de palma son más dañinas para el clima que los beneficios obtenidos al sustituir combustibles inorgánicos por biofuel.

### Otras actividades
En el caso de los monocultivos como café, algodón, aceite de palma, azúcar y té, aparte de los efectos importantes anotados anteriormente, causados por la conversión de tierras no cultivadas y los impactos sobre el medio ambiente son el resultado del procesamiento, principalmente la eliminación de las afluentes industriales altamente contaminantes. En estos casos, el punto principal consiste en que es rentable reciclar la mayoría de los afluentes. Esto es verdad, especialmente, en el caso de los afluentes de los ingenieros azucareros, fábrica de caucho y molinos de palma africana, que son fuentes valiosas de los nutrientes que requieren los cultivos. Cualquier residuo vegetal, como bagazo, cáscara del cacao, etc., que no se utilice en la producción de vapor para el proceso, debe ser empleado, tanto como sea posible, como alimento de ganado, materia prima para producir cartón o lámina de fibra, o debe ser procesado para obtener gas combustible y fertilizantes, etc., en vez de ser arrojado en el riachuelo más cercano, como a menudo se hacía en años anteriores. La curación del café o del té, y los ingenios azucareros y otros procesos pueden consumir leña, como se mencionó anteriormente en. El humo producido al quemar los cañaverales antes de la cosecha tiene un efecto, pero si se lo maneja correctamente, será un fastidio antes que un problema ecológico. El algodón requiere una mayor cantidad de pesticidas que la mayoría de los otros cultivos; esto constituye un problema importante que merece un manejo especial.

## Mitigación del impacto ambiental de la agricultura
Las prácticas de conservación de suelos y su cultivo cuya intención es mantener la productividad, también reduce al mínimo los daños ambientales causados por la pérdida de la capa vegetal, mayor afluencia de las aguas, erosión del suelo y sedimentación. El uso racional de los químicos, tanto fertilizantes como participas, es conveniente por razones económicas; y reducirá a un mínimo o evitará la eutrofización, contaminación de las aguas freáticas, acumulación de nitratos y evolución de resistencia a los pesticidas de parte de las especies que no son blanco de los mismos, a causa de su aplicación excesiva indiscriminada. Usualmente, para proteger al medio ambiente, es suficiente observar las guías en cuanto a las tasas y técnicas de aplicación, siempre que la sustancia utilizada no sea inapropiada por razones toxicológicas o biológicas. El reciclaje del estiércol y otros desperdicios, es una práctica común y protege al medio ambiente.

### Agricultura sostenible
En la mayoría de los casos, los proyectos agrícolas que son técnicamente sólidos y sostenibles, a excepción de algunos casos, también lo serán con respecto al medio ambiente. Sin excepciones a este principio los proyectos que impliquen la conversión de las áreas naturales de importancia ambiental – las tierras no cultivadas, manglares, saladares, bosques tropicales, etc. y los proyectos que no evitan los impactos indirectos, tales como el desarrollo inducido y la caza o tala incontrolada en las tierras silvestres recién accesibles. En estos casos, la buena práctica agrícola en sí, no puede prevenir el impacto sobre el medio ambiente y su atenuación.
La agricultura sostenible reduce al mínimo las pérdidas de suelo, y mantienen la productividad mediante el uso de insumos orgánicos e inorgánicos que estén equilibrados con los productos. Toma en cuenta la capacidad productiva de la tierra, como factor fundamental para cualquier decisión, en cuanto a la inversión agrícola. Reconoce que la diversificación agrícola es clave para el funcionamiento equilibrado de los sistemas de agricultura en tierras de altura y que los factores externos, como construcción de caminos para mejorar el acceso al mercado, pueden ser críticos para la implementación de dicha diversificación.